# 小行星13766
小行星13766（13766 Bonham）是一颗绕太阳运转的小行星，为主小行星带小行星。该小行星于1998年9月26日发现。

## 轨道参数
小行星13766的轨道半长轴为2.2827105 UA，离心率为0.172。